# Georg Timpe

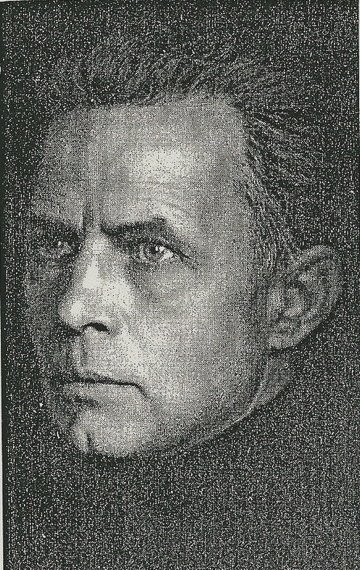
Georg Timpe

Georg Timpe SAC (* 4. August 1873 in Hamburg; † 26. Februar 1969 in Hyattsville) war ein deutscher römisch-katholischer Theologe.

## Leben
Der Bruder Heinrich Timpes trat 1893 in Limburg an der Lahn den Pallottinern bei. Er wurde am 27. Mai 1899 in Rom zum Priester geweiht. Er leitete den Verlag und die Druckerei des Ordens in Limburg. Von 1906 bis 1914 war er Deutschen-Seelsorger in London. Von 1914 bis 1918 war er Feldgeistlicher. Als Generalsekretär leitete er den Raphaelsverein von 1920 bis 1930 in Hamburg. Von 1933 bis 1949 war Timpe Dozent an der Ordenshochschule in Washington, D.C. 1954 wurde ihm das Bundesverdienstkreuz verliehen.

## Schriften (Auswahl)
- Die deutsche St. Bonifatius-Mission in London 1809–1909. Ein Beitrag zu ihrer Jubelfeier. Mildner, London 1909, OCLC 249803407.
- Von Verwundeten und Toten. Kriegsbilder. Schnell, Warendorf in Westfalen 1916, OCLC 72652727.
- … die Sehnsucht haben. Kriegsbilder. Schnell, Warendorf in Westfalen 1918, OCLC 316234158.
- Mein Lazarettfreund. Mit Gebeten nach Bischof Sailer. Kongregation der Pallottiner, Limburg 1918, OCLC 72246827.
- als Herausgeber: St. Raphaels-Handbuch. Ein Hilfsbuch für Priester in der Raphaelsarbeit (= Hefte zur Auslandsarbeit. Band 1). St. Raphaelsverein, Hamburg 1921, OCLC 72776402.
- Ihr St. Raphaelsverein und was er tut. St. Raphaels-Verein, Hamburg 1925.
- Die brennende Leuchte. Gedanken für die jährliche Geisteserneuerung (= Bücher für Seelenkultur). Herder, Freiburg im Breisgau 1924, OCLC 249883382.
- Durch USA und Kanada. Von See- und Landfahrten. Lettenbauer, Hamburg 1928, OCLC 721412797.
- Durch die Nordweststaaten von U.S.A. Hamburg 1929, OCLC 551884807.
- Katholisches Deutschtum in den Vereinigten Staaten von Amerika. Ein Querschnitt (= Volksdeutsche Quellen und Darstellungen. Band 4). Herder, Freiburg im Breisgau 1937, OCLC 2142103.
- Der „Wahrheits-Freund“ (Gegründet 20. Juli 1837). Zum Jahrhundertgedenken der katholischen deutschen Presse in den Vereinigten Staaten von Amerika. Catholic Central Verein of America, St. Louis 1937.
- To troubled hearts. Selections from the Spiritual Letters of Vincent Pallotti. Pallottine Fathers, Milwaukee 1942.
- Leuchtende Hände. Bilder heiliger Laien. Lahn-Verlag, Limburg 1953, OCLC 73745264.
- Rast auf dem Wege. Gedanken zu Worten des Herrn für jeden Tag des Jahres. Herder, Freiburg im Breisgau 1955, OCLC 888152755.
  - Bezinning langs de weg. Gedachten over het evangelie voor elke dag van het jaar. Desclée de Brouwer, Brugge 1956, OCLC 71425822.
  - Descanso en el camino. Pensamiento sobre palabras del Señor. Herder, Barcelona 1958, OCLC 1203532897.